# Crave Entertainment
Crave Entertainment era un editor estadounidense de videojuegos fundado en 1997 por Nima Taghavi. Su sede estaba en Newport Beach, California. Fue adquirida por Handleman Company en 2005 en un acuerdo valorado en hasta $95,000,000, pero luego se vendió a Fillpoint LLC a principios de 2009 por solo $8,100,000 debido a la quiebra de Handleman y su liquidación pendiente. Durante su vida, publicó juegos para Dreamcast, Wii, Nintendo DS, Game Boy Advance, Nintendo 64, GameCube, PlayStation, PlayStation 2, PlayStation 3, PSP, Xbox y Xbox 360. Crave se centró principalmente en títulos económicos y juegos importados como la serie Tokyo Xtreme Racer. La empresa quebró en 2012.

## Videojuegos

### Publicados
- AeroWings
- AeroWings 2: Airstrike
- America's Next Top Model
- An American Tail: Fievel's Gold Rush
- Arthur McLean's 3D Pool
- Art of Fighting Anthology (PAL regions only)
- Asteroids Hyper 64
- Babe and Friends
- Baby Pals
- Bad Boys: Miami Takedown
- Battle Realms
- Battle Realms: Winter of the Wolf
- Battlezone: Rise of the Black Dogs
- Beyblade: Let it Rip!
- The Bible Game
- Blaster Master: Blasting Again
- Broken Sword II: The Smoking Mirror
- Brunswick Pro Bowling
- Butt-Ugly Martians: Zoom or Doom
- Camp Lazlo: Leaky Lake Games
- Cartoon Network: Punch Time Explosion
- Cartoon Network: Punch Time Explosion XL
- Casper's Scare School: Classroom Capers
- Casper's Scare School: Spooky Sports Day
- Cosmos Chaos
- Crayola: Colorful Journey
- Crayola Treasure Adventures
- Dave Mirra BMX Challenge
- Deadliest Catch: Sea of Chaos
- Defendin' de Penguin
- Intitulado de Disney Channel (solo región PAL)
- Draconus: Cult of the Wyrm
- Dragon Dance
- Future Tactics: The Uprising
- Elf
- eJay Clubworld
- Eternal Eyes
- Eternal Ring
- Evergrace
- Earthworm Jim: Menace 2 the Galaxy
- Fighting Force
- Flushed Away
- Foster's Home for Imaginary Friends
- Future Tactics: The Uprising
- Freedom Force
- Gem Smashers
- George of the Jungle and the Search for the Secret
- Get Up and Dance
- Gex 3: Deep Cover Gecko
- Galerians
- Global Operations
- Godzilla: The Series
- Godzilla: The Series - Monster Wars
- Hard Rock Casino
- Intellivision Lives!
- Jade Cocoon: Story of the Tamamayu
- Jade Cocoon 2
- Kabuki Warriors
- Kengo: Master of Bushido
- Killer Loop
- King of Clubs
- Legend of the River King 2
- Looney Tunes: Bang and Vroom!
- MagForce Racing
- Man vs. Wild
- Mechanic Master 2
- Men in Black: The Series
- Men in Black: The Series 2
- Milo's Astro Lanes
- Mojo!
- Monster Mayhem: Build and Battle
- Mort the Chicken
- Mr. Bean's Wacky World of Wii
- MX World Tour Featuring Jamie Little
- Napoleon Dynamite: The Game
- NRA Gun Club
- Oregon Trail
- Penny Racers
- Pinball Hall of Fame: The Gottlieb Collection (2004)
- Pinball Hall of Fame: The Williams Collection (2007)
- Pitfall: Beyond the Jungle
- Pro Bull Riders: Out of the Chute
- Puzzle Challenge: Crosswords and More
- Purr Pals (solo NA)
- Razor Freestyle Scooter
- Razor Racing
- Record of Lodoss War (Dreamcast de NA - 2001)
- Red Dog: Superior Firepower
- Robotron 64
- Rudolph the Red-Nosed Reindeer
- Santa Claus is Comin' to Town
- Sing 4: The Hits Edition
- Ski and Shoot
- Sky Dancers
- Shadow Madness
- Sno-Cross Championship Racing
- Sno-Cross 2 Featuring Blair Morgan
- Soldier of Fortune
- Solitaire & Mahjong
- Spelling Challenges and More!
- Stadium Games
- Starlancer
- Strike Force Bowling
- Sudokuro
- Superbike World Championship
- Super Magnetic Neo
- Summer Athletes: The Ultimate Challenge
- Surf Rocket Racers
- The Bible Game
- TH3 Plan
- The Flintstones: Big Trouble in Bedrock
- The Holy Bible (solo región PAL)
- The Next Tetris: On-line Edition
- thinkSMART
- Tony Hawk's Pro Skater (solo Dreamcast)
- Tokyo Xtreme Racer
- Tokyo Xtreme Racer 2
- Tokyo Xtreme Racer 3
- Tokyo Xtreme Racer Advance
- Tokyo Xtreme Racer Drift
- Tokyo Xtreme Racer Drift 2
- Tokyo Xtreme Racer: Zero
- Trigger Man
- Tringo
- Ultimate Fighting Championship
- UFC: Tapout
- UFC: Throwdown
- Vagrant Story (solo región PAL)
- VeggieTales: LarryBoy and the Bad Apple
- Virtual Pool 64
- Whirl Tour
- Winter Sports 2: The Next Challenge
- Winter's Tail
- Witches & Vampires: The Secret of Ashburry
- World Championship Cards
- World Championship Poker Deluxe Series
- World Championship Poker: Featuring Howard Lederer ALL-IN
- World Championship Poker 2: Featuring Howard Lederer
- X-Blades: Inline Skater

### Cancelados
- H20verdrive
- Jeanette Lee's Virtual Pool
- Man vs. Wild (DS and PSP versions)
- Pilot Academy
- Powershot Pinball
- Pro Bull Riders: Out of the Chute (Xbox 360 version)
- Project Cairo (Nintendo 64DD, desarrollado por Craveyard)[2]
- Savage Safari Hunt
- SnoCross 2 Featuring Blair Morgan (Xbox)
- Supershot Golf Robot
- Jet Ion GP (lanzado en Europa en 2002, el lanzamiento de Estados Unidos fue cancelado)
- The Lost (solo región PAL)
- UFC: Tapout (Dreamcast)
- World Championship Poker All In
- Wave Runner (Dreamcast)